# Yankee Station

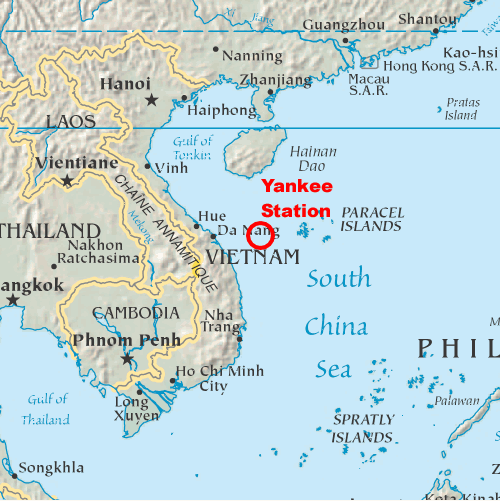
Lage der Yankee-Station

Yankee Station wurde während des Vietnamkrieges ein Punkt im Golf von Tonkin genannt, von dem Flugzeugträger der United States Navy Luftangriffe gegen Nordvietnam fliegen ließen.
Der Name leitet sich vom geografischen Bezugspunkt „Y“ ab, wobei dieser Buchstabe im NATO-Alphabet Yankee ausgesprochen wird. Der Punkt lag gut 160 km vor der Küste bei  17° 30’ nördlicher Breite und 108° 30’ östlicher Länge.
Normalerweise waren drei Flugzeugträger auf Yankee-Station, von denen jeder 12 Stunden Flugoperationen durchführte: einer zwischen Mittag und Mitternacht, ein weiterer zwischen Mitternacht und Mittag und der dritte bei Tageslicht, so dass Operationsbereitschaft rund um die Uhr gegeben war. Außerdem gab es dadurch eine erhöhte Bereitschaft bei Tageslicht, wobei die Angriffe in der Regel effektiver waren und so auch mehr geflogen wurde.
Der erste Flugzeugträger auf der Station war die Kitty Hawk, die dort ab April 1964 ihren Dienst tat. Die Constellation kam im Juli dazu.
Südlich der Yankee-Station im Südchinesischen Meer gab es einen ähnlichen Punkt namens Dixie Station.